# Disco in vinile

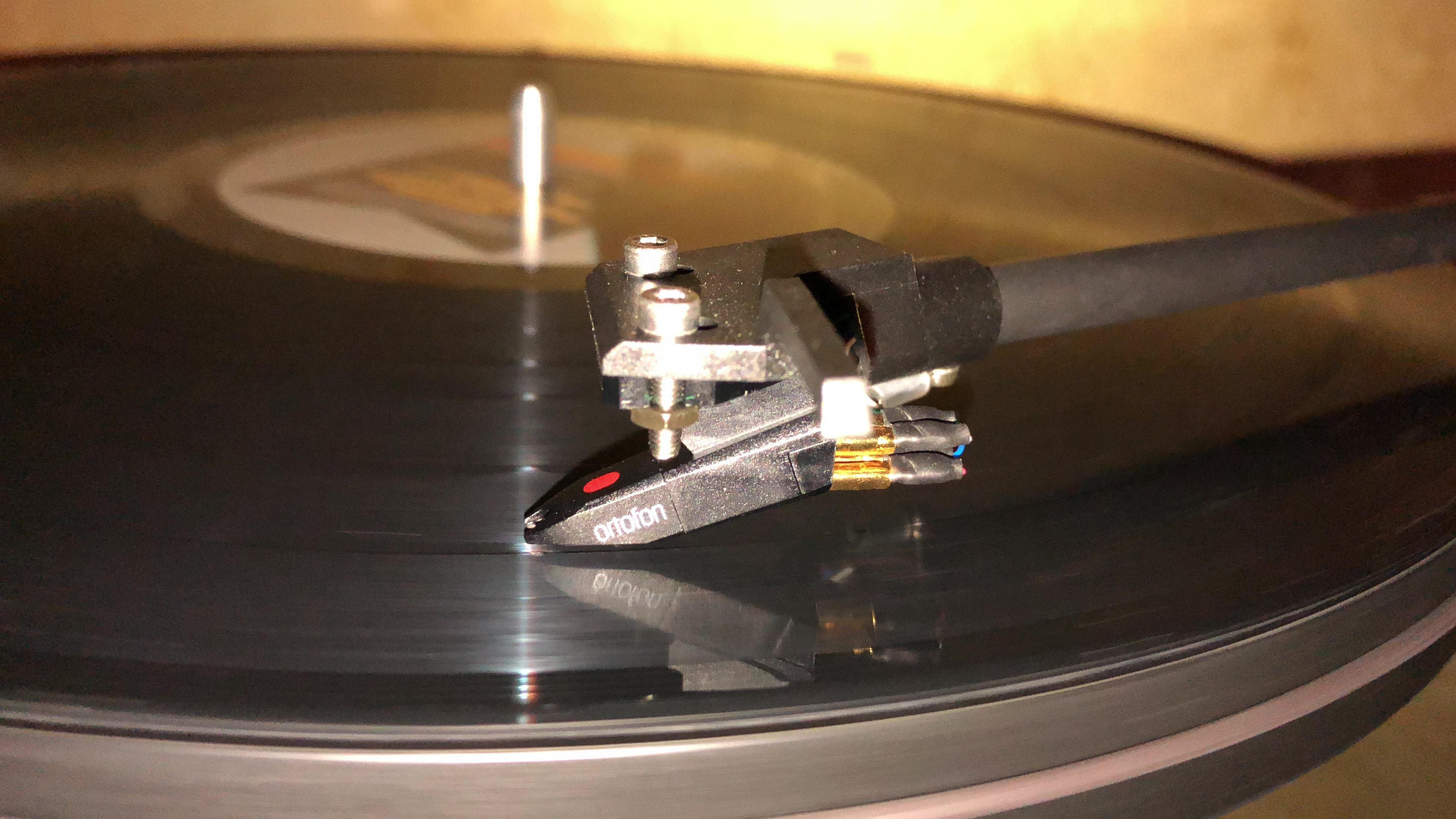
Una testina fonografica di un giradischi in funzione.

Il disco in vinile (noto anche come disco a microsolco o, per ellissi, microsolco) e comunemente appellato con il semplice termine "vinile" è un supporto per la memorizzazione e la riproduzione analogica di segnali sonori. Venne introdotto nel 1948 dalla Columbia records negli Stati Uniti d'America come evoluzione del precedente disco a 78 giri, dalle simili caratteristiche, realizzato in gommalacca. Come metonimia, il termine vinile, materiale con il quale veniva realizzato, indica il disco stesso. Per la riproduzione sonora di un disco viene impiegato un giradischi collegato a un amplificatore; generalmente un giradischi permette di ascoltare dischi di diverso diametro e velocità di rotazione.

## Storia

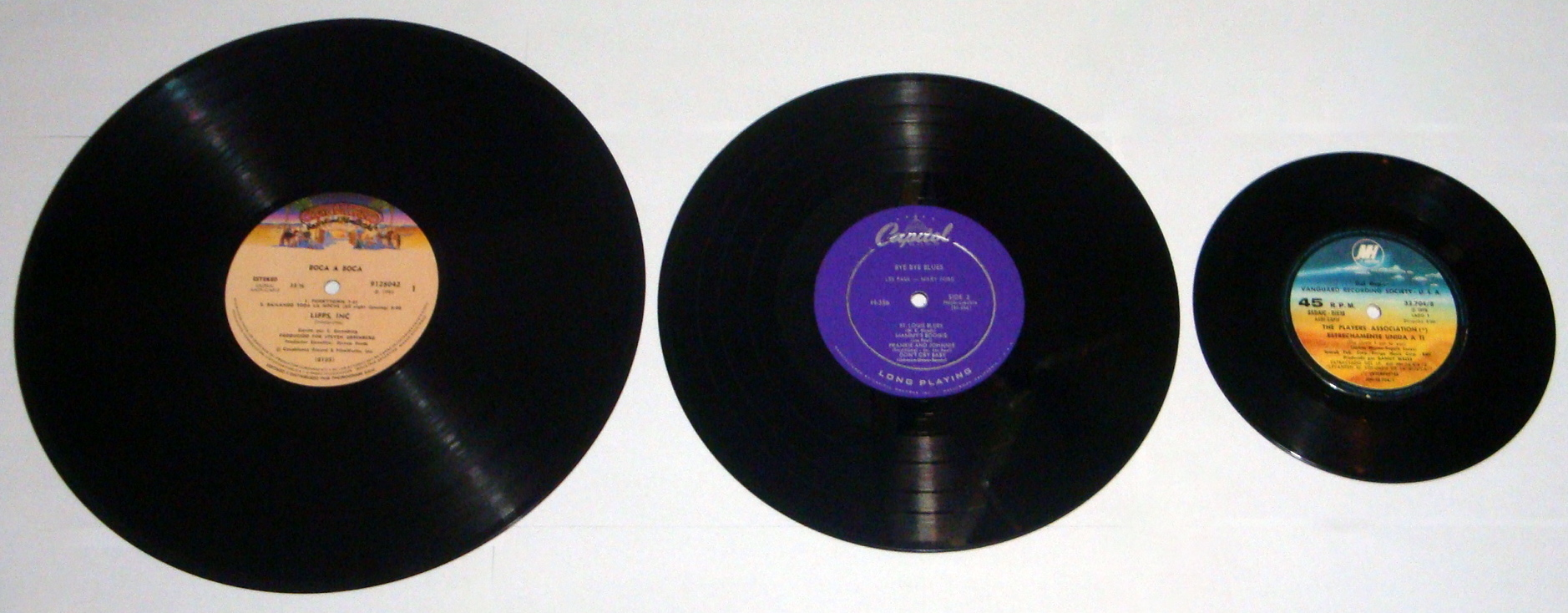
Dischi in vinile di vari formati

Nel 1948 furono introdotti i dischi in vinile; questi, rispetto ai precedenti dischi a 78 giri in gommalacca che andarono a sostituire, presentano un solco di spessore e profondità minori, per questo sono anche detti "microsolchi", e ruotano a velocità più bassa, consentendo una maggiore durata di registrazione e riuscendo a raggiungere e a volte a superare nei 33 giri i 30 minuti a facciata. Negli anni sessanta furono prodotti anche dischi quadrifonici che, grazie ad una tecnologia detta a matrice adottata nei circuiti, erano in grado di separare i segnali su quattro canali, dando all'ascoltatore l'impressione di essere letteralmente circondato dal suono poiché l'impianto riproduttore era dotato di due casse acustiche anteriori e due posteriori. Questa tecnica ebbe uno scarso successo commerciale, probabilmente a causa degli alti costi dell'apparecchio riproduttore, in particolare delle testine con puntina in diamante con taglio Shibata necessarie per la riproduzione quadrifonica, in un'epoca in cui anche gli impianti in grado di riprodurre i soli dischi stereofonici erano ancora un lusso.
Fino agli anni settanta il vinile è stato il più diffuso supporto per la riproduzione audio di materiale pre-registrato, ma all'inizio degli anni settanta la sua preminenza è stata insidiata dalle musicassette e alla fine degli anni ottanta il vinile ha ceduto progressivamente il posto al compact disc (CD Audio). La produzione su larga scala di dischi in vinile è praticamente cessata nei primi anni novanta (in Italia fino al 1993). Dalla seconda metà degli anni duemila il disco in vinile è tornato negli scaffali dei negozi, essenzialmente come prodotto di nicchia. I dati di consuntivo 2011 stilati dall'istituto Nielsen SoundScan indicano un aumento da 2,8 a 3,9 milioni di LP in vinile venduti negli Stati Uniti d'America. Anche in Italia la produzione e la vendita del vinile, ristampe in particolare, hanno ripreso quota. Molti sono gli artisti che stampano i loro lavori anche su vinile.
Il vinile più caro del mondo è il 45 giri Do I Love You (Indeed I Do) del 1965 di Frank Wilson stampato in sole due copie e acquistato per 20.000 sterline (22.484 Euro al cambio attuale), mentre il 33 giri più caro è Yesterday and Today dei Beatles nella "Butcher Cover" che può costare fino a 45.000 dollari, anche se mediamente ha un valore massimo di 20.000 dollari.
Nel 2011 il mercato italiano del vinile si è aggirato su 2,1 milioni di euro, risultando il quinto mercato europeo dopo Germania, Regno Unito, Francia e Paesi Bassi e il settimo del mondo. Nel mondo la compravendita dei vinili nel 2011 ha mosso 115,4 milioni ossia il 28,7% in più del 2010. Questi dati erano ancora molto inferiori alle vendite stimate per i CD e i download digitali, ma nel decennio successivo il supporto è andato incontro ad una crescita esponenziale delle vendite tanto da superare quelle dei CD nel 2021, tornando ad essere il supporto fisico musicale più venduto dopo quasi trentacinque anni.

### Disco con traccia utilizzabile per un video
Grazie al computer Sinclair ZX Spectrum, nel 1984 i musicisti Mike Logan e Bruno Bergonzi, componenti del gruppo Dhuo, hanno realizzato il disco in vinile Rome By Night/On Video, contenente una traccia che poteva essere registrata su cassetta, la cassetta messa nel computer: si poteva così udire la musica e contemporaneamente vedere sullo schermo un video computerizzato.

## Caratteristiche

### Descrizione generale

Solchi tracciati su un disco in vinile al microscopio.

Si presenta come una piastra circolare recante su entrambe le facce un solco a spirale, inciso a partire dal bordo esterno, in cui è codificata in modo analogico la registrazione dei suoni. Le migliori qualità del vinile (PVC) rispetto alla gommalacca permisero di ridurre lo spessore dei solchi, diminuire il passo della spirale e abbassare la velocità di rotazione da 78 a 33⅓ giri per minuto, ottenendo così una maggiore durata di ascolto che raggiunse circa 30 minuti per facciata nei Long-Playing (LP), con punte massime di circa 40 minuti per lato, specialmente per le opere liriche.
Sono stati prodotti anche dischi con diametri diversi, per esempio 16 pollici usato in ambito radiofonico, e con velocità di rotazione diverse come per esempio 16,6 giri al minuto per ottenere una maggiore durata, sebbene a scapito della fedeltà. I dischi a 16 giri furono prodotti per lo più negli anni cinquanta e sessanta, soprattutto negli USA. Le dimensioni di un 16 giri, contrassegnato dalla sigla LLP, sono le stesse di un LP 33 giri (12 o 10 pollici) e la durata della riproduzione è di circa 60 minuti per facciata. In Italia la produzione di 16 giri fu scarsissima, la Durium e la Fonit adottarono questa velocità in alcune edizioni musicali.
I dischi a 78 giri e i primi dischi microsolco erano registrati con il segnale di un solo canale, erano perciò detti monofonici. Negli anni trenta venne ideata una tecnica che permetteva di incidere contemporaneamente due segnali su un'unica traccia, sfruttando oltre al movimento orizzontale dello stilo, fino ad allora utilizzato, anche quello verticale (profondità). Registrando il segnale di somma (destro + sinistro) con movimenti orizzontali e il segnale di differenza (destro - sinistro) con movimenti verticali dello stilo, fu possibile inscrivere nel solco entrambi i canali necessari ad una riproduzione stereofonica, mantenendo comunque la retrocompatibilità con i giradischi monofonici dotati di fonorivelatore sensibile solo alle oscillazioni orizzontali della puntina. L'effetto di questa tecnologia, che fu commercializzata a partire dagli anni sessanta e si affermò solo nel corso degli anni settanta, era la possibilità di riconoscere la provenienza spaziale dei suoni: destra, sinistra e anche l'immagine sonora virtuale centrale e di profondità.

### Formati
I dischi sono stati prodotti in vari formati e con varie velocità di rotazione. I tipi più comuni sono:
| diametro | diametro | velocità di rotazione | denominazione comune            | durata approssimativa per facciata |
| pollici  | cm       | giri al minuto        | denominazione comune            | minuti                             |
| -------- | -------- | --------------------- | ------------------------------- | ---------------------------------- |
| 12       | 30,0     | 33 ⅓                  | Long playing (LP) o 33 giri     | 15'-20'                            |
| 12       | 30,0     | 45 / 33 ⅓             | Maxi Single, Mix, EP o 12"      | 15'                                |
| 10       | 25,0     | 45 / 33 ⅓             | 10", EP 10" o LP                | 15'-20'                            |
| 10       | 25,0     | 16 ⅔                  | LP, 16 giri                     | 60'                                |
| 10       | 25,0     | 78                    | 78 giri o standard playing (SP) | 3'                                 |
| 7        | 17,5     | 45 / 33 ⅓             | EP 7"                           | 5'-7'                              |
| 7        | 17,5     | 45                    | Singolo, 45 giri o 7"           | 3'                                 |
| 5        | 12,7     | 45                    | Split, EP                       | 3'                                 |

### Materiali utilizzati

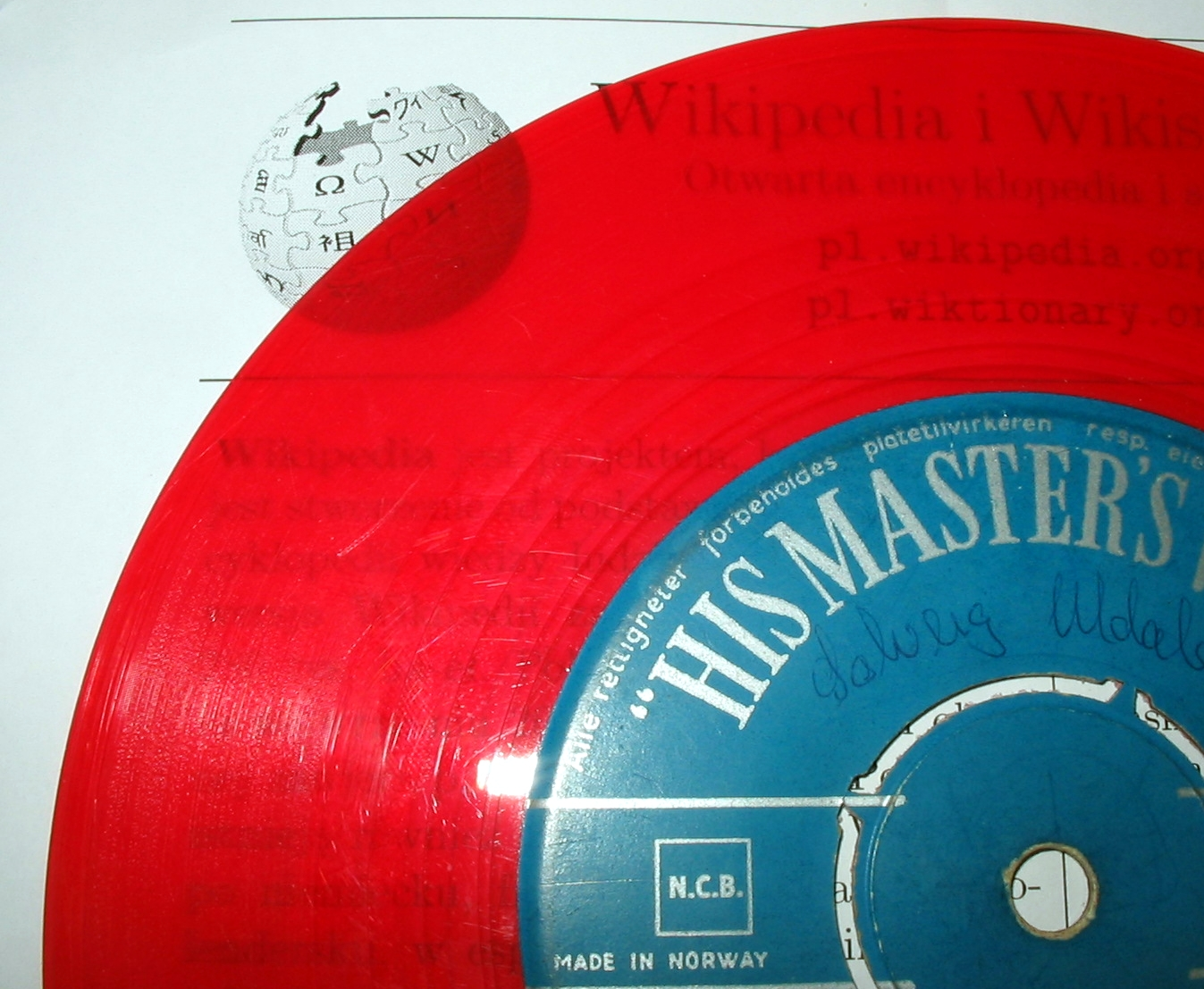
Un disco trasparente

I dischi 78 giri erano prodotti in gommalacca, materiale termoplastico caratterizzato da fragilità e da una struttura superficiale che generava un notevole fruscio. Nei dischi microsolco la gommalacca è stata sostituita da una resina termoplastica, il PVC. Da questo materiale deriva la denominazione vinile usata per indicare i dischi prodotti con questa tecnologia.
Il colore del supporto è tipicamente nero, anche se sono stati realizzati per motivi commerciali dischi in vinile colorato, soprattutto Maxi-single.

### La tecnica di produzione
I dischi in vinile vengono stampati a caldo per mezzo di una pressa idraulica, utilizzando una matrice realizzata in metallo a partire da un master principale, una sorta di primo disco ottenuto incidendo (tramite incisore di Neumann) su cera o guttaperca con la massima precisione i suoni originali provenienti da registrazioni su supporto magnetico ottenute in sala di registrazione. Il disco "positivo" così ottenuto viene sottoposto a verniciatura con cloruro di stagno e argento. Questa è una sostanza elettroconducente che permette al bagno galvanico di far sì che sul disco si depositi uno strato di nichel. Da questo supporto si ottiene un primo "negativo" da cui viene generata una copia metallica chiamata "madre". Questa copia presenta, come il disco di origine, i solchi incisi. La matrice così ottenuta viene ascoltata e osservata al microscopio per verificare la presenza di imperfezioni. Ripetendo nuovamente il procedimento galvanico, per ispessire il supporto, si ottengono gli stampi definitivi che verranno utilizzati per pressare il vinile.
Il disco che tutti noi conosciamo ha origine da un ammasso gommoso di cloruro di polivinile chiamato "biscotto" che viene inserito nella pressa a caldo, insieme alle etichette delle rispettive facciate. La pressa forma il disco e imprime sul vinile i solchi. Dopo la pressatura e il raffreddamento il disco presenta i bordi frastagliati e occorre rifilarlo mediante una rifilatrice che dà al disco la forma definitiva.

## La riproduzione dell'audio
Il suono su disco in vinile è riprodotto in modo analogico; per la riproduzione l'informazione sonora viene letta per mezzo di una puntina, in diamante o altro materiale sintetico, posta sul solco inciso. La rotazione del disco fa sì che la puntina generi vibrazioni derivanti dall'irregolarità del solco che, per mezzo dello stilo su cui è montata, vengono portate ad un trasduttore (detto fonorivelatore) montato su un braccio di lettura; la testina di lettura può essere realizzata con varie tecnologie:
- piezoelettrico;
- magnete mobile;
- bobina mobile.

Il sistema piezoelettrico sfrutta la caratteristica di particolari cristalli che generano elettricità quando vengono sottoposti a sforzi meccanici. È caratterizzato da un segnale elevato e da una qualità piuttosto limitata. Era utilizzato soprattutto negli apparati portatili e in quelli di fascia economica, mentre è restato in uso solo in alcuni giradischi molto economici; tuttavia negli anni cinquanta è esistita una produzione di notevole qualità di apparecchi che sfruttavano il sistema di lettura piezoelettrico. Questi ultimi erano spesso usati in raffinati mobili radio-giradischi, spesso di produzione tedesca, oggi non esattamente classificabili come Hi-Fi, tuttavia presentavano una notevole corposità sonora ed eufonia. Famosi giradischi con sistema piezoelettrico di questo genere erano gli automatici PerpetuumEbner, Elac, Dual e simili.
I sistemi a magnete mobile e a bobina mobile tuttora usati sfruttano il fenomeno dell'induzione elettromagnetica per generare un segnale proporzionale agli spostamenti della puntina. La differenza fra i due è legata a quale parte viene fatta muovere nei confronti dell'altra. I pick-up a magnete mobile hanno sempre avuto maggior diffusione rispetto a quelli a bobina mobile, più complessi e di conseguenza costosi, nonché per il livello molto più debole del segnale generato che richiede un ulteriore circuito preamplificatore. Il segnale generato, nell'ordine dei millivolt nei pick-up a magnete mobile, viene amplificato per poter pilotare gli altoparlanti. Sono stati realizzati degli apparecchi che utilizzano un fascio laser per leggere il solco del disco in maniera analoga a quella utilizzata dai lettori di compact disc. Questa tecnologia, estremamente costosa vista anche la produzione estremamente scarsa, si rivolge a coloro che vogliono riprodurre i vecchi dischi in vinile senza usurarli.

## Equalizzazione RIAA

Curva di de-enfasi RIAA (da applicare in fase di riproduzione per ottenere una risposta in frequenza piatta)

A causa dell'impossibilità fisica di trasferire meccanicamente nel solco in ugual misura tutte le frequenze comprese tra i 20 Hz e i 20 kHz, il segnale elettrico, prima di essere trasferito sul disco, viene equalizzato enfatizzando gli acuti e attenuando i bassi; questo permette di avere solchi più stretti e quindi una maggiore durata del disco. Per annullare gli effetti di questo trattamento in riproduzione, è sufficiente applicare una equalizzazione opposta in fase di preamplificazione. Purtroppo la curva di equalizzazione dei dischi è stata standardizzata dalla RIAA solo nel 1953, quindi trovare la giusta curva di de-enfasi per i primi 33 giri immessi sul mercato non è semplice. La curva di de-enfasi RIAA somiglia ad una "S" molto aperta; il suo centro rappresenta la frequenza di 1000 Hz, punto di equalizzazione nulla; le frequenze al di sopra di questo punto vengono attenuate, quelle al di sotto vengono esaltate. L'equalizzazione viene effettuata da un filtro, che può essere realizzato tramite una semplice rete di resistori e condensatori, la precisione dei valori dei componenti del filtro determina il grado di fedeltà in frequenza del segnale riprodotto. 

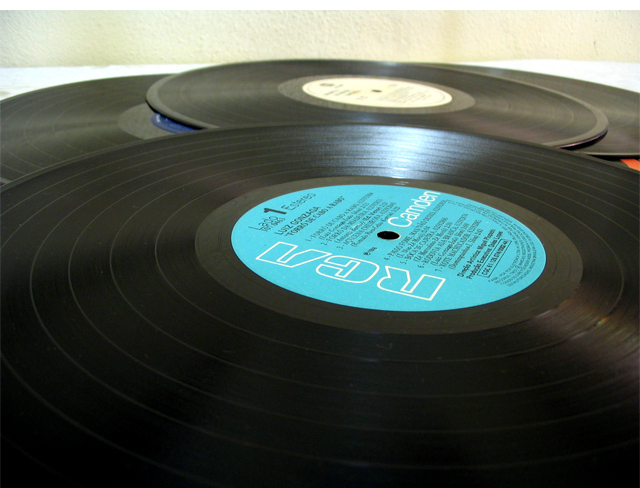
Dischi a 33 giri.

## Analisi

### Aspetti positivi
- Il suono riprodotto in modo meccanico e analogico produce una serie di imperfezioni e irregolarità dette distorsioni che, a detta di alcuni, rendono la musica più "gradevole" e "interessante", più "naturale", al confronto con i sistemi digitali moderni, che sono più precisi ma ritenuti "freddi".
- I crepitii si manifestano solo quando il disco è rovinato o sporco o in caso di presenza di cariche elettrostatiche sulla superficie del disco e, in ogni caso, sono tollerabili se non ci sono graffi profondi.
- La tecnica alla base di un disco in vinile è molto semplice e per questo più durevole, sia per quanto concerne la durata del supporto, sia per la tecnologia in grado di riprodurre il disco: chiunque può costruire un rudimentale giradischi con pochi materiali.

### Aspetti negativi
- Il disco in vinile è soggetto ad usura e graffi che ne compromettono la qualità acustica e/o la funzionalità ed è anche soggetto all'azione di microscopiche muffe che ne inficiano la qualità di riproduzione: necessita pertanto di particolari interventi periodici di cura e pulizia.
- L'utilizzo è relativamente scomodo: ad ogni inizio di ascolto, per salvaguardare la massima qualità, andrebbero puliti dalla polvere sia il disco sia lo stilo della testina di lettura.
- La testina di lettura, come la maggior parte dei trasduttori, è sensibile alle variazioni di temperatura e di umidità. Inoltre i parametri fisici delle parti che la compongono si modificano col tempo ed è anch'essa soggetta ad usura.
- L'errore di tangenza conduce inevitabilmente a una notevole distorsione, soprattutto in prossimità della parte interna del disco, a meno di non utilizzare bracci tangenziali, che però soffrono di altri problemi data la loro complessità.
- La riproduzione di frequenze molto basse può indurre, in impianti non perfettamente messi a punto, il cosiddetto feedback o effetto Larsen; se l'impianto di riproduzione entra in risonanza col suono emesso dagli altoparlanti, si genera un effetto a catena (loop) capace di generare rumori pressoché incontrollabili e spesso deleteri per i diffusori acustici.
- Il rapporto dinamico ottenibile è difficilmente superiore ai 45 dB.
- La risposta in frequenza e la qualità di riproduzione di un disco in vinile possono ridursi con l'ascolto frequente e in particolar modo se la puntina di lettura è consumata o la testina è regolata con un peso di lettura eccessivo, oppure se l'articolazione dello stilo ha perso l'originaria cedevolezza meccanica necessaria per seguire accuratamente i solchi laddove sono incise alte frequenze.
Il degrado può aumentare se si ascolta il vinile ripetutamente in rapida successione. L'enorme pressione dello stilo sulle pareti del solco, equivalente a circa una tonnellata per centimetro quadro per ogni grammo di peso in una scala microscopica, causa una deformazione delle pareti del solco generata dal calore e la conseguente distorsione sonora.

## Accorgimenti tecnici
Al fine di ridurre al minimo la progressiva perdita di aderenza al microsolco delle puntine a profilo conico, sono state progettate puntine di diverso profilo, per esempio ellissoide: questa geometria permette di ridurre la superficie di contatto con il microsolco, consentendo allo stilo una migliore aderenza alle pareti del microsolco.
Siccome il vinile ha bisogno di tempo per tornare alla sua forma originale, in genere gli audiofili pongono un congruo intervallo di tempo tra due ascolti dello stesso supporto (almeno ventiquattro ore). Una tecnica di pulizia, non ben vista da molti collezionisti e appassionati, è l'uso di un secondo braccetto preposto a inumidire i solchi con acqua distillata o detergenti specifici. Al di là dei dubbi dei puristi del suono, se il supporto non è rovinato da graffi o tracce di grasso dei polpastrelli, l'acqua distillata è il detergente più indicato per rimuovere tracce di polvere dal microsolco in quanto, non essendo polarizzata e non presentando sostanze impure, permette di pulire la superficie del disco senza creare fenomeni elettrostatici che attirerebbero ulteriore polvere. Per venire incontro a questa esigenza degli audiofili sono comparse sul mercato macchine lavadischi progettate appositamente a questo scopo. Tuttavia la manutenzione quotidiana di un disco in vinile non necessita di sistemi così costosi, bastano infatti pochi accorgimenti per ottenere risultati che riportano la superficie del supporto su livelli molto vicini al nuovo. In tal caso possono essere impiegate le spazzole in fibra di carbonio per la rimozione della polvere, mentre se il disco si presenta molto sporco lo si può detergere con un panno in microfibra imbevuto di acqua demineralizzata (quella che solitamente viene utilizzata anche nel ferro da stiro) e una modica quantità di prodotto lavavetri, continuando a strofinare in senso antiorario.
Molti collezionisti usano registrare il contenuto del disco su supporto analogico o digitale (nastro magnetico, Compact Disc o file digitale) e ascoltare queste riproduzioni evitando l'uso del disco stesso, anche se in questo caso si privilegia la durata del supporto in vinile rispetto all'ascolto del suono "originale".

## Il dibattito tecnologico
Sono presenti sul mercato etichette che offrono a catalogo dischi in vinile a 12", 10" e 7", nonché aziende costruttrici di giradischi che adottano soluzioni tecniche all'avanguardia. Inoltre il vinile è ancora molto usato dai disc jockey e molte etichette distribuiscono musica su vinile appositamente per dj. Nonostante la tanto pubblicizzata superiorità del Compact Disc, il disco in vinile viene ancora apprezzato da molti puristi di musica classica, jazz, blues e rock. Questo apprezzamento può avere diverse motivazioni, tra cui:
- Politiche commerciali (Loudness war) che tendono a sottoutilizzare enormemente le possibilità del supporto digitale, comprimendo in un intervallo dinamico di 20 dB un supporto che può tranquillamente raggiungere i 90 dB. Fanno eccezione, ad esempio, alcuni sampler CD della Telarc, particolarmente apprezzati per il loro intervallo dinamico.[8]
- La maggior naturalezza resa dal supporto analogico in generale e la caratteristica del vinile di introdurre sì distorsioni, ma prevalentemente concentrate nelle armoniche di grado pari, più eufoniche all'orecchio umano, dove invece il supporto digitale, pur avendo prestazioni migliori in termini di distorsione, le concentra in quelle di grado dispari, più dissonanti per l'ascoltatore. Un fenomeno simile è riscontrato dagli estimatori degli amplificatori a valvole ed è noto con il termine di tube sound.[9]

A renderlo obsoleto dal punto di vista tecnologico vi sono anche tecniche digitali operanti con campionamenti del suono ad alte frequenze e maggior profondità in bit. A questo punto però non si parla più di supporti di consumo, ma di prodotti orientati verso mercati più di nicchia o di produzione di master professionali in studio dove anche l'analogico offre altri tipi di supporto di qualità superiore come nastri magnetici in bobina o "open reel", tuttora preferiti da diversi artisti per l'incisione dei loro dischi.